# Людвіг Андреас Ольсен
Людвіг Андреас Ольсен (англ. Ludwig Andreas Olsen; нар. 1845, Осло — пом. 20 лютого 1886) — американський військовослужбовець, також відомий як Луї Вільямс, моряк американських ВМС і одним із лише 19 людей, які коли-небудь були нагороджені двома медалями Пошани. Обидві нагороди — за небойові дії з порятунку моряків у відкритому морі.

## Біографія
Людвіг Андреас Ольсен народився в Осло, Норвегія, у 1845 році. У 1870 році він поступив на військову службу до американських ВМС у Каліфорнії під ім'ям Луї Вільямс. Згодом він отримав звання капітана трюму, рядову посаду, яка дозволяла йому відповідати за підтримання порядку в трюмі корабля.
16 березня 1883 року на борту військового гвинтового шлюпа «Лекаванна» біля Гонолулу, Гаваї, Олсен стрибнув за борт і врятував товариша-матроса від утоплення, який впав у море. Наступного року, 13 червня 1884 року біля узбережжя Кальяо, Перу, Олсен знову врятував людину від утоплення разом із рядовим моряком Ісааком Л. Фассером. За кожну з цих дій у мирний час він був нагороджений медаллю Пошани; Фассер також отримав медаль за порятунок у 1884 році. Обидві медалі були вручені Олсену 18 жовтня 1884 року, що зробило його одним із лише 19 людей, які отримали дві медалі Пошани, і одним із лише 14 осіб, які отримали дві вищі нагороди за дві окремі вчинки. Обидві медалі були вручені під ім'ям, під яким він служив, Луї Вільямс.
Нагороди Олсена були за подвиги, скоєні в мирний час; можна стверджувати, що сьогодні він був би нагороджений медаллю ВМС і Корпусу морської піхоти.
Олсен помер 20 лютого 1886 року і похований на Національному кладовищі Сайпрес-Хіллз, секція 6, могила 12616, у Брукліні, Нью-Йорк, Нью-Йорк.